# Wolfgang Herbst (Liturgiewissenschaftler)
Wolfgang Herbst (* 31. März 1933 in Chemnitz) ist ein deutscher  evangelischer Theologe im Bereich der Liturgiewissenschaft und Kirchenmusiker.

## Werdegang
Nach dem Studium der Theologie in Leipzig, Heidelberg und Erlangen und der Promotion zum Dr. theol. im Fach Kirchengeschichte (Doktorvater: Walther von Loewenich, Erlangen). Daran schloss sich ein Studium der Kirchenmusik an der Staatlichen Hochschule für Musik in Frankfurt am Main mit Diplomprüfung A.  Danach war er  Kantor und Organist an der St.-Cyriakus-Kirche in Frankfurt-Rödelheim (1956–1961), an der St.-Martini-Kirche in Bremen-Lesum (1961–1967) und am Braunschweiger Dom St. Blasii (1968–1975). Von 1976 bis 1998 wirkte er als Professor an der Hochschule für Kirchenmusik in Heidelberg und war auch deren  Rektor. Er ist Verfasser liturgischer und hymnologischer Werke.

## Schriften (Auswahl)

### Bücher
- Johann Sebastian Bach und die lutherische Mystik. Erlangen 1958 (Diss. theol., Universität Erlangen, 1958).
- als Hrsg.: Quellen zur Geschichte des evangelischen Gottesdienstes von der Reformation bis zur Gegenwart. Vandenhoeck und Ruprecht, Göttingen 1968; 2., völlig neubearbeitete Auflage: Evangelischer Gottesdienst. Quellen zu seiner Geschichte. Vandenhoeck und Ruprecht, Göttingen 1992.
- Komponisten und Liederdichter des evangelischen Gesangbuchs. Vandenhoeck und Ruprecht, Göttingen 1999.
- als Hrsg.: Wer ist wer im Gesangbuch? Vandenhoeck und Ruprecht, Göttingen 2001.
- Stille Nacht! Heilige Nacht! Die Erfolgsgeschichte eines Weihnachtsliedes. Atlantis Musikbuch, Zürich/Mainz 2002.
- Kapellenberg. Roman einer Kindheit. Books on Demand, Norderstedt 2013.

### Aufsätze (Auswahl)
- Berufsmusikerschicksale des 16. und 17. Jahrhunderts im Spiegel des Märchens von den Bremer Stadtmusikanten. In: Wiltrud Drechsel (Hrsg.): Wanderarbeit. Armut und der Zwang zum Reisen (= Beiträge zur Sozialgeschichte Bremens. H. 7). Universität, Bremen 1984.
- Die Wiedergeburt der Kirchenmusik und ihr politischer Kontext. Oskar Söhngens Weg und Werk im Spiegel seiner Veröffentlichungen. In: Dietrich Schuberth (Hrsg.): Kirchenmusik im Nationalsozialismus. Zehn Vorträge. Merseburger, Kassel 1995, S. 83–97.
- Das religiöse und das politische Gewissen. Bemerkungen zu den Festpredigten anlässlich der Einhundertjahrfeier der Reformation im Kurfürstentum Sachsen. In: Schütz-Jahrbuch. Bd. 18 (1996), S. 25–38.
- Die beiden Chemnitzer Ladegast-Orgeln In: ARS ORGANI, 51. Jg. Heft 2, 2003,  S. 68–75.
- Das Lied von den „morschen Knochen“ und sein theologischer Ziehvater Anton Stonner. In: Kirchliche Zeitgeschichte. Bd. 19 (2006), H. 2, S. 469–480.
- Hugo Distler und die Entstehung einer Legende. In: Schütz-Jahrbuch. Bd. 31 (2009), S. 15–22 (doi:10.13141/sjb.v2009595)